# Baltasar Ebang Engonga
Baltasar Ebang Engonga Avomo (né le 15 mars 1978) est un haut fonctionnaire équato-guinéen, qui a exercé les fonctions de directeur de l’Agence nationale d’enquête financière (ANIF). À ce poste, il était chargé de la régulation financière et des enquêtes relatives à la prévention des crimes financiers, notamment le blanchiment d’argent et la corruption, conformément aux normes financières nationales et internationales.
Ebang est le neveu du président Teodoro Obiang Nguema et appartient à l’une des familles politiques les plus influentes de Guinée équatoriale.

## Carrière et formation
Ebang a joué un rôle central dans les efforts de la Guinée équatoriale pour assurer la transparence et la supervision financière. Il supervisait les procédures d'enquête en matière d'irrégularités financières et veillait à l’application des lois en vigueur. Il a étudié la finance et l’économie à l’Université de Malabo.

## Controverse
En 2024, Baltasar Ebang a fait l'objet d'un examen judiciaire et d'une vive réaction publique à la suite d'accusations de corruption et de mauvaise conduite. Des révélations ont fait état de la découverte sur son ordinateur personnel de vidéos explicites impliquant des femmes liées à des personnalités de haut rang, ce qui a entraîné l’ouverture d’une enquête par les autorités locales.
Le 8 novembre 2024, le président équato-guinéen Teodoro Obiang a promulgué le décret n° 118, ordonnant la destitution de Baltasar Ebang de ses fonctions de directeur général de l’Agence nationale d’enquête financière (ANIF) et l’ouverture d’une enquête pénale à son encontre.

### Réactions publiques
L’affaire a suscité de vifs débats en Guinée équatoriale, mettant en lumière les préoccupations relatives à la gouvernance et à l’éthique des responsables publics. La procédure judiciaire en cours continue de faire l’objet d’une large couverture médiatique et soulève des interrogations sur les répercussions potentielles pour les institutions dirigeantes et les mécanismes de régulation du pays.